# Kuurne-Bruselas-Kuurne 2016
La 68.ª edición de la Kuurne-Bruselas-Kuurne  tuvo lugar el 28 de febrero de 2016. Tuvo un recorrido de 200,8 km con inicio y final en Kuurne. 
La carrera formó parte del UCI Europe Tour 2016, por primera vez dentro de la categoría 1.HC.

## Equipos participantes
Tomaron parte en la carrera 25 equipos: 13 de categoría UCI WorldTeam, 10 de categoría UCI ProTeam y dos de categoría Continental. Formaron así un pelotón de 195 ciclistas de los que acabaron 97. Los equipos participantes fueron:

| WorldTeams (13)- AG2R La Mondiale - BMC Racing Team - Etixx-Quick Step - FDJ - Giant-Alpecin - IAM Cycling - Katusha - Lotto NL-Jumbo - Lotto-Soudal - Orica-GreenEDGE - Sky - Tinkoff - Trek-Segafredo Equipos continentales profesionales (10)- Bora-Argon 18 - Cofidis, Solutions Crédits - Direct Énergie - Fortuneo-Vital Concept - Nippo-Vini Fantini - ONE Pro Cycling - Roompot-Oranje Peloton - Southeast-Venezuela - Topsport Vlaanderen-Baloise - Wanty-Groupe Gobert Equipos continentales (2)- Team3M - Crelan-Vastgoedservice |
| |

## Clasificaciones finales
- Las clasificaciones finalizaron de la siguiente forma:[2]

### Clasificación general
| \| Clasificación general \| Clasificación general \| Clasificación general \| Clasificación general \| Clasificación general \| \| Ciclista \| Ciclista \| Equipo \| Tiempo \| \| \| --------------------- \| --------------------- \| -------------------------- \| --------------------- \| --------------------- \| \| 1.º \| Jasper Stuyven \| Trek-Segafredo \| 4 h 53 min 51 s \| \| \| 2.º \| Alexander Kristoff \| Katusha \| + 17 s \| \| \| 3.º \| Nacer Bouhanni \| Cofidis, Solutions Crédits \| + 17 s \| \| \| 4.º \| Dylan Groenewegen \| LottoNL-Jumbo \| + 17 s \| \| \| 5.º \| Łukasz Wiśniowski \| Etixx-Quick Step \| + 17 s \| \| \| 6.º \| Niccolò Bonifazio \| Trek-Segafredo \| + 17 s \| \| \| 7.º \| Peter Sagan \| Tinkoff \| + 17 s \| \| \| 8.º \| Edward Theuns \| Trek-Segafredo \| + 17 s \| \| \| 9.º \| Jonas Van Genechten \| IAM Cycling \| + 17 s \| \| \| 10.º \| Scott Thwaites \| Bora-Argon 18 \| + 17 s \| \| |                     |                            |                 |
| |                     |                            |                 |
| Fuentes: ProCyclingStats Cycling Quotient Cycling Archives |                     |                            |                 |
| Clasificación general |                     |                            |                 |
| Ciclista | Ciclista            | Equipo                     | Tiempo          |
| 1.º | Jasper Stuyven      | Trek-Segafredo             | 4 h 53 min 51 s |
| 2.º | Alexander Kristoff  | Katusha                    | + 17 s          |
| 3.º | Nacer Bouhanni      | Cofidis, Solutions Crédits | + 17 s          |
| 4.º | Dylan Groenewegen   | LottoNL-Jumbo              | + 17 s          |
| 5.º | Łukasz Wiśniowski   | Etixx-Quick Step           | + 17 s          |
| 6.º | Niccolò Bonifazio   | Trek-Segafredo             | + 17 s          |
| 7.º | Peter Sagan         | Tinkoff                    | + 17 s          |
| 8.º | Edward Theuns       | Trek-Segafredo             | + 17 s          |
| 9.º | Jonas Van Genechten | IAM Cycling                | + 17 s          |
| 10.º | Scott Thwaites      | Bora-Argon 18              | + 17 s          |